# 田坂初太郎
田坂 初太郎（たさか はつたろう、1851年12月30日（嘉永4年12月8日） - 1921年（大正10年）11月24日）は、日本の政治家、衆議院議員（1期）。

## 経歴
伊予国越智郡下弓削村浜都（愛媛県弓削町を経て現上島町）で、田坂富五郎の息子として生まれた。生家は今治藩から島民の世話役として特権を与えられていたが父の代で衰退した。
船員となり、航海術を修める。海運業に従事し、佐渡丸船主となり、愛媛県に弓削海員学校(現・弓削商船高等専門学校)を創立する。また、品川銀行頭取、日本ペイント、弓削商業、東予汽船、因島船渠各(株)社長を務めた。北海道に田坂農場を経営した。
1908年の第10回衆議院議員総選挙において愛媛県郡部から憲政本党公認で立候補して当選する。衆議院議員を1期務め、翌1909年に衆議院議員を辞職した。1921年に死去した。